# Souleymane Camara (football, 1982)
Pour les articles homonymes, voir Camara et Souleymane Camara.
Souleymane Camara, né le 22 décembre 1982 à Dakar, est un footballeur international sénégalais. Il évolue au poste d'attaquant.

## Biographie

### Enfance et carrière amateur
Né de parents guinéens, Souleymane Camara grandit à Dakar. Dans sa jeunesse, il fréquente plusieurs clubs amateurs de la capitale sénégalaise. À l'âge de 16 ans, il est repéré par des recruteurs de l'AS Monaco qui lui proposent de venir faire un essai, puis décident de le recruter. 
Dans les équipes de jeunes de l'AS Monaco, il fréquente notamment des joueurs comme Grégory Vignal, Sébastien Carole et Jaroslav Plasil.
Invité de SFR Sport dans l'émission Le Vestiaire le 28 août 2017, il déclare que son père était opposé à son envie de faire carrière dans le football. Persistant, Souleymane déclare avoir séché six mois de cours dans l'école coranique où il était inscrit pour réussir dans le milieu du football.

### Carrière professionnelle en club

#### Débuts à l'AS Monaco
Il marque son premier but en Ligue 1 le 22 décembre 2001, le jour de son 19e anniversaire, face au Stade rennais, pour son premier match en tant que titulaire. Avec son club formateur, il remporte notamment la Coupe de la Ligue en 2003 (il débute la finale comme remplaçant, et entre en jeu à la 77e minute de jeu).

#### Le passage à Guingamp puis le banc monégasque et niçois
Après deux saisons et demie dans son club formateur, il est prêté pour la fin de saison saison 2003-2004 à l'EA Guingamp où il ne convainc pas les dirigeants. Il retourne à l'AS Monaco pour la saison 2004-2005 mais dispose d'un temps de jeu assez faible. À l'issue de cette saison, il quitte le Rocher pour signer à l'OGC Nice. En deux saisons, il ne marque qu'un seul but. En 2007, les dirigeants niçois décident de le prêter au Montpellier Hérault Sport Club qui évolue en Ligue 2.

#### Le renouveau à Montpellier
Convaincant dans son nouveau club, il signe définitivement au Montpellier HSC en 2008. 
Avec le club héraultais, il reviendra en Ligue 1 en 2009.
Lors de la saison 2009-2010, il est un des grands artisans de la qualification en Ligue Europa de l'équipe héraultaise. Il dispute en effet en tant que titulaire ou remplaçant, la totalité des rencontres du championnat, au cours desquelles il inscrit neuf buts, ce qui en fait le second meilleur buteur du club, derrière Victor Hugo Montaño.  
À Montpellier, il gagne une réputation de « super-sub », c'est-à-dire un joueur qui n'est pas toujours très performant quand il débute les matches en tant que titulaire, mais qui marque en revanche beaucoup de buts lors des matches où il entre en cours de jeu comme remplaçant. Ses buts venus d'ailleurs lui valent le surnom de « Camaradona » de la part des supporters montpelliérains. C'est ainsi, notamment, qu'il participe à l'obtention du titre de champion de France en 2012 par le club.
Souleymane Camara prolonge d'un an son contrat avec Montpellier le 2 mai 2018, il est désormais lié avec le club héraultais jusqu'au 30 juin 2019.
Au mois de mars 2019, Camara devient le premier joueur du XXIe siècle à inscrire au minimum un but lors de quinze saisons successives de Ligue 1 après son but durant une défaite 3-2 face à l'Olympique lyonnais,. En avril 2019, Camara entre en jeu en fin de match contre le Paris Saint-Germain et marque le but de la victoire 3-2.
Le 19 janvier 2020, il devient le joueur le plus capé de l'histoire du club héraultais avec 430 matchs joués, en entrant en jeu contre le SM Caen lors d'un match de Coupe de France.
En mai 2020, Souleymane annonce qu'il met définitivement un terme à sa carrière professionnelle après 13 ans passés au club héraultais. Il est encore aujourd'hui le joueur le plus capé de l'histoire du club.

### Carrière internationale
Souleymane commence à jouer avec l'équipe du Sénégal, surnommée les lions de la Teranga, en 2002 lors de la Coupe d'Afrique des nations et de la coupe du monde alors qu'il n'a que 19 ans. À cette occasion, il fait sa seule apparition lors du match de son équipe face au Danemark se terminant sur le score de un but partout. 
Il fait partie de ce qu'on appellera plus tard, la génération dorée, mais après la participation à la Coupe d'Afrique des nations 2006, il est de moins en moins appelé par les différents entraîneurs jusqu'à l'arrivée d'Amara Traoré qui qualifie son équipe pour la Coupe d'Afrique des nations 2012 avec notamment comme cadre, Souleymane Camara.
Le 27 décembre 2011, Amara Traoré l’appelle pour faire partie de la sélection qui participera à la coupe d'Afrique des nations 2012 au Gabon et en Guinée équatoriale.

## Statistiques et palmarès

### En équipe nationale
Souleymane Camara totalise vingt-sept capes et quatre buts avec l'équipe du Sénégal.
Appelé avec les Lions de la Téranga alors qu'il n'a que dix-neuf ans, il participe à la coupe du monde 2002 après avoir été finaliste de la Coupe d'Afrique des nations 2002. Joueur plein d'avenir, il participe énormément au parcours de son équipe lors de la Coupe d'Afrique des nations 2006. 
Après trois saisons difficiles où l'on ne compte plus sur lui, son retour en Ligue 1 lui permet de goutter à nouveau aux joies de l'équipe nationale.
| Date              | Adversaire     | Score           | Compétition    | Lieu                                                                        | Commentaires                                                  |
| ----------------- | -------------- | --------------- | -------------- | --------------------------------------------------------------------------- | ------------------------------------------------------------- |
| 26 janvier 2002   | Zambie         | 1-0             | CAN            | Stade Modibo-Keïta, Bamako, Mali                                            | Remplaçant et buteur lors du match (entre à la 83e minute)    |
| 31 janvier 2002   | Tunisie        | 0-0             | CAN            | Stade Abdoulaye Makoro Cissoko, Kayes, Mali                                 | Remplaçant (entre à la 46e minute)                            |
| 4 février 2002    | RD Congo       | 2-0             | CAN            | Stade Modibo-Keïta, Bamako, Mali                                            | Remplaçant (entre à la 80e minute)                            |
| 7 février 2002    | Nigeria        | 2-1 (a.p.)      | CAN            | Stade Modibo-Keïta, Bamako, Mali                                            | Remplaçant (entre à la 90e minute)                            |
| 10 février 2002   | Cameroun       | 0-0 (tab : 2-3) | CAN            | Stade du 26 mars, Bamako, Mali                                              | Remplaçant (entre à la 106e minute)                           |
| 6 juin 2002       | Danemark       | 1-1             | Coupe du monde | Stade de Daegu, Daegu, Corée du Sud                                         | Remplaçant (entre à la 46e minute) (remplacé à la 83e minute) |
| 19 novembre 2002  | Afrique du Sud | 1-1             | Match amical   | Stade Ellis Park, Johannesburg, Afrique du Sud                              | Titulaire (remplacé à la 63e minute)                          |
| 10 septembre 2003 | Japon          | 1-0             | Match amical   | Stade Tohoku Denryoku, Niigata, Japon                                       | Remplaçant (entre à la 62e minute)                            |
| 5 septembre 2004  | Mali           | 2-2             | Élim. CM       | Stade du 26 mars, Bamako, Mali                                              | Remplaçant (entre à la 66e minute)                            |
| 10 octobre 2004   | Liberia        | 3-0             | Élim. CM       | Complexe Samuel Kanyon Doe, Monrovia, Liberia                               | Remplaçant (entre à la 85e minute)                            |
| 3 septembre 2005  | Zambie         | 1-0             | Élim. CM       | Stade inconnu, Chililabombwe, Zambie                                        | Remplaçant (entre à la 80e minute)                            |
| 12 novembre 2005  | Afrique du Sud | 3-2             | Match amical   | Stade EPRFU, Port Elizabeth, Afrique du Sud                                 | Titulaire et buteur lors du match (remplacé à la 79e minute)  |
| 14 janvier 2006   | RD Congo       | 0-0             | Match amical   | Stade Leopold Senghor, Dakar, Sénégal                                       | Remplaçant (entre à la 70e minute)                            |
| 31 janvier 2006   | Nigeria        | 1-2             | CAN            | Stade de Port-Saïd, Port-Saïd, Égypte                                       | Remplaçant et buteur lors du match (entre à la 44e minute)    |
| 3 février 2006    | Guinée         | 3-2             | CAN            | Stade d'Alexandrie, Alexandrie, Égypte                                      | Titulaire (remplacé à la 58e minute)                          |
| 7 février 2006    | Égypte         | 1-2             | CAN            | Stade du Caire, Le Caire, Égypte                                            | Remplaçant (entre à la 85e minute)                            |
| 9 février 2006    | Nigeria        | 0-1             | CAN            | Stade militaire académique du Caire, Le Caire, Égypte                       | Titulaire (remplacé à la 77e minute)                          |
| 3 mars 2010       | Grèce          | 0-2             | Match amical   | Stade Panthessaliko, Volos, Grèce                                           | Titulaire (remplacé à la 57e minute)                          |
| 27 mai 2010       | Danemark       | 2-0             | Match amical   | Energi Nord Arena, Aalborg, Danemark                                        | Titulaire (remplacé à la 64e minute)                          |
| 11 août 2010      | Cap-Vert       | 1-0             | Match amical   | Stade Leopold Senghor, Dakar, Sénégal                                       | Remplaçant (entre à la 76e minute)                            |
| 5 septembre 2010  | RD Congo       | 4-2             | Élim. CAN      | Stade municipal de Lubumbashi, Lubumbashi, République démocratique du Congo | Remplaçant (entre à la 70e minute)                            |
| 10 août 2011      | Maroc          | 0-2             | Match amical   | Stade Leopold Senghor, Dakar, Sénégal                                       | Remplaçant (entre à la 68e minute)                            |
| 9 octobre 2011    | Maurice        | 2-0             | Élim. CAN      | Stade George-V, Port-Louis, Ile Maurice                                     | Remplaçant (entre à la 72e minute)                            |
| 11 novembre 2011  | Guinée         | 4-1             | Match amical   | Stade Aimé Bergeal, Mantes-la-Ville, France                                 | Titulaire et buteur lors du match (remplacé à la 46e minute)  |
| 12 janvier 2012   | Soudan         | 1-0             | Match amical   | Stade Leopold Senghor, Dakar, Sénégal                                       | Remplaçant (entre à la 46e minute)                            |
| 29 janvier 2012   | Libye          | 1-2             | CAN            | Stade de Bata, Bata, Guinée équatoriale                                     | Titulaire                                                     |
| 9 juin 2012       | Ouganda        | 1-1             | CAN            | Stade Nelson Mandela, Kampala, Ouganda                                      | Titulaire (remplacé à la 80e minute)                          |

### En club
Après deux saisons pleines avec l'AS Monaco, une seconde place en Ligue 1 en 2003 et une victoire en coupe de la Ligue en 2003, Souleymane perd la confiance de Didier Deschamps entraineur d'alors et devient un remplaçant de luxe. 
Il doit attendre 2007 et la Ligue 2 pour retrouver une place de titulaire au sein du Montpellier Hérault SC. Il obtient ainsi  avec ses coéquipiers en 2009, le droit d'évoluer la saison suivante en Ligue 1 en terminant second de Ligue 2. Après une première saison dans l'élite plus que satisfaisante, il participe à l'épopée pailladine qui mène le club en finale de la coupe de la Ligue en 2011. Le 20 mai 2012, il décroche le titre de champion de France avec le Montpellier Hérault SC auteur d'une passe décisive lors de l'ultime match du championnat. Le 3 octobre 2012, il marque le but de l'égalisation contre Schalke 04 pour sa première ligue des champions avec Montpellier.
Le 17 mars 2019, il marque, de la tête, lors de la rencontre de Championnat de France opposant son équipe de Montpellier à l'Olympique lyonnais, devenant ainsi, à trente-six ans, le premier buteur ayant inscrit un but lors de quinze saisons différentes dans cette compétition au XXIe siècle. 
| Saison                | Club                   | Championnat           | Championnat | Championnat | Coupe nationale | Coupe nationale | Coupe de la Ligue | Coupe de la Ligue | Supercoupe | Supercoupe | Compétition(s) continentale(s) | Compétition(s) continentale(s) | Compétition(s) continentale(s) | Total | Total |
| Saison                | Club                   | Division              | M.          | B.          | M.              | B.              | M.                | B.                | M.         | B.         | Comp.                          | M.                             | B.                             | M.    | B.    |
| 2001-2002             | AS Monaco FC           | Ligue 1               | 21          | 2           | 2               | 1               | 1                 | 0                 | -          | -          | -                              | -                              | -                              | 24    | 3     |
| 2002-2003             | AS Monaco FC           | Ligue 1               | 22          | 4           | 1               | 1               | 4                 | 0                 | -          | -          | -                              | -                              | -                              | 27    | 5     |
| 2003-2004             | AS Monaco FC           | Ligue 1               | 4           | 0           | 2               | 0               | 1                 | 0                 | -          | -          | C1                             | 1                              | 0                              | 8     | 0     |
| 2004                  | EA Guingamp (prêt)     | Ligue 1               | 13          | 2           | -               | -               | -                 | -                 | -          | -          | -                              | -                              | -                              | 13    | 2     |
| Sous-total            | Sous-total             | Sous-total            | 13          | 2           | -               | -               | -                 | -                 | -          | -          | -                              | -                              | -                              | 13    | 2     |
| 2004-2005             | AS Monaco FC           | Ligue 1               | 10          | 1           | 2               | 3               | 2                 | 0                 | -          | -          | C1                             | 3                              | 0                              | 17    | 4     |
| 2005                  | AS Monaco FC           | Ligue 1               | 2           | 0           | -               | -               | -                 | -                 | -          | -          | -                              | -                              | -                              | 2     | 0     |
| Sous-total            | Sous-total             | Sous-total            | 59          | 7           | 7               | 5               | 8                 | 0                 | -          | -          | -                              | 4                              | 0                              | 78    | 12    |
| 2005-2006             | OGC Nice               | Ligue 1               | 16          | 1           | -               | -               | 2                 | 0                 | -          | -          | -                              | -                              | -                              | 18    | 1     |
| 2006-2007             | OGC Nice               | Ligue 1               | 15          | 0           | 1               | 0               | 1                 | 0                 | -          | -          | -                              | -                              | -                              | 17    | 0     |
| Sous-total            | Sous-total             | Sous-total            | 31          | 1           | 1               | 0               | 3                 | 0                 | -          | -          | -                              | -                              | -                              | 35    | 1     |
| 2007-2008             | Montpellier HSC (prêt) | Ligue 2               | 37          | 11          | 2               | 0               | 2                 | 1                 | -          | -          | -                              | -                              | -                              | 41    | 12    |
| 2008-2009             | Montpellier HSC        | Ligue 2               | 28          | 6           | 3               | 0               | 1                 | 0                 | -          | -          | -                              | -                              | -                              | 32    | 6     |
| 2009-2010             | Montpellier HSC        | Ligue 1               | 38          | 9           | -               | -               | 1                 | 0                 | -          | -          | -                              | -                              | -                              | 39    | 9     |
| 2010-2011             | Montpellier HSC        | Ligue 1               | 36          | 4           | 1               | 0               | 2                 | 0                 | -          | -          | C3                             | 2                              | 0                              | 41    | 4     |
| 2011-2012             | Montpellier HSC        | Ligue 1               | 33          | 9           | 2               | 0               | -                 | -                 | -          | -          | -                              | -                              | -                              | 35    | 9     |
| 2012-2013             | Montpellier HSC        | Ligue 1               | 33          | 10          | 2               | 1               | 3                 | 0                 | 1          | 0          | C1                             | 5                              | 1                              | 44    | 12    |
| 2013-2014             | Montpellier HSC        | Ligue 1               | 33          | 4           | 3               | 0               | -                 | -                 | -          | -          | -                              | -                              | -                              | 36    | 4     |
| 2014-2015             | Montpellier HSC        | Ligue 1               | 37          | 3           | 1               | 0               | 1                 | 0                 | -          | -          | -                              | -                              | -                              | 39    | 3     |
| 2015-2016             | Montpellier HSC        | Ligue 1               | 33          | 7           | 2               | 0               | 1                 | 1                 | -          | -          | -                              | -                              | -                              | 36    | 8     |
| 2016-2017             | Montpellier HSC        | Ligue 1               | 28          | 1           | 1               | 0               | 2                 | 0                 | -          | -          | -                              | -                              | -                              | 31    | 1     |
| 2017-2018             | Montpellier HSC        | Ligue 1               | 24          | 2           | 3               | 0               | 3                 | 3                 | -          | -          | -                              | -                              | -                              | 30    | 5     |
| 2018-2019             | Montpellier HSC        | Ligue 1               | 12          | 3           | 0               | 0               | 1                 | 0                 | -          | -          | -                              | -                              | -                              | 13    | 3     |
| 2019-2020             | Montpellier HSC        | Ligue 1               | 13          | 0           | 2               | 0               | 1                 | 0                 | -          | -          | -                              | -                              | -                              | 16    | 0     |
| Sous-total            | Sous-total             | Sous-total            | 385         | 69          | 22              | 1               | 18                | 5                 | 1          | 0          | -                              | 7                              | 1                              | 433   | 76    |
| Total sur la carrière | Total sur la carrière  | Total sur la carrière | 488         | 79          | 30              | 6               | 29                | 5                 | 1          | 0          | -                              | 11                             | 1                              | 559   | 91    |